# Uralocynodon tverdokhlebovae
Uralocynodon tverdokhlebovae és una espècie extinta de cinodont basal que visqué durant el Permià. Es tracta de l'única espècie del gènere Uralocynodon. Se n'han trobat restes fòssils a Rússia. És més petit i té l'apòfisi coronoide més estreta que Procynosuchus, un parent seu molt proper del qual s'han trobat fòssils a Alemanya, Sud-àfrica i Zàmbia, a més de Rússia.